# Écritures brahmiques
Ne doit pas être confondu avec Brahmi.

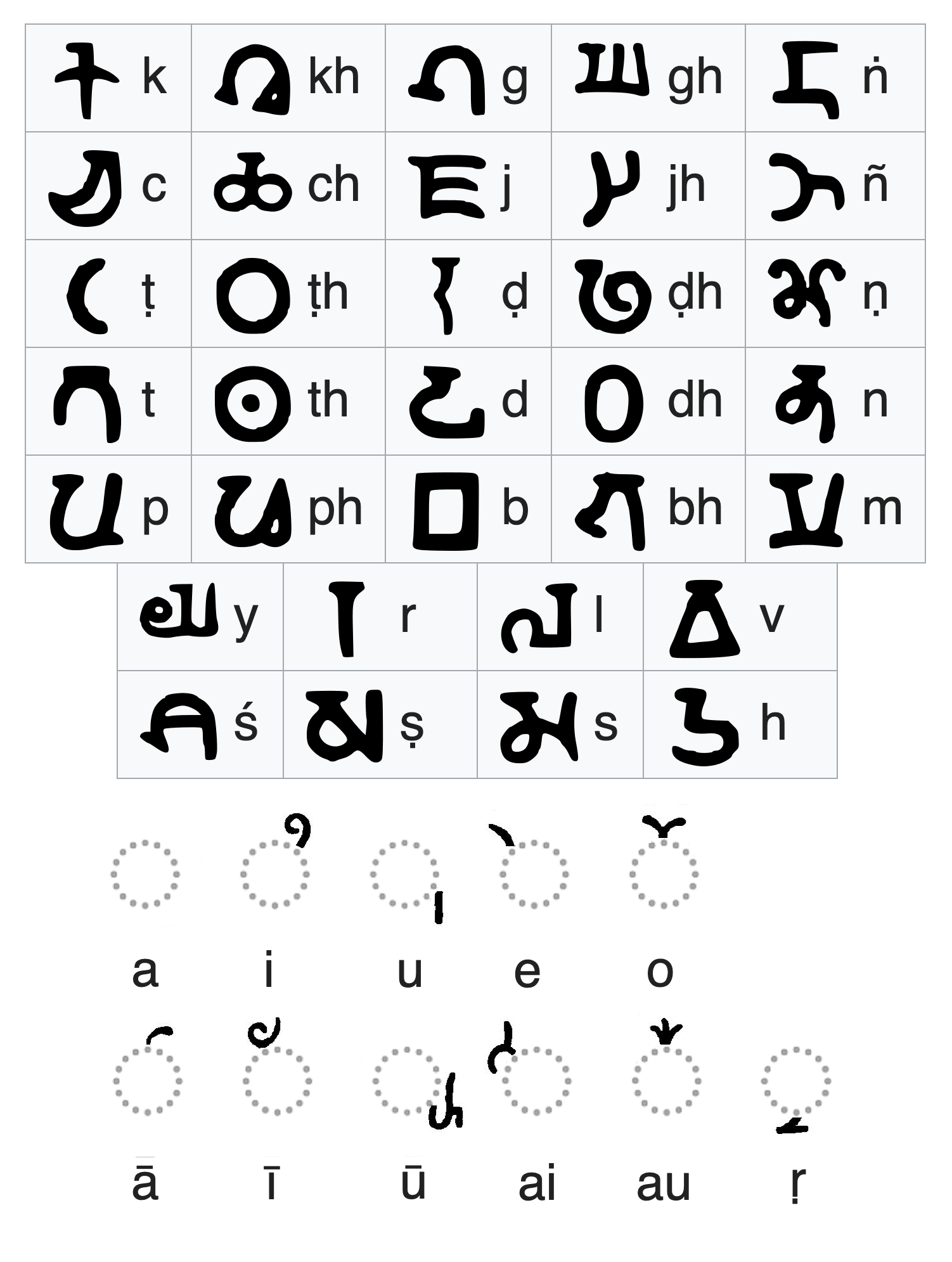
Dans l’écriture Gupta, comme dans d’autres écritures indiques, les consonnes sont organisées dans un tableau de 5x5, avec deux lignes supplémentaires de consonnes isolées. Les voyelles sont représentées par des diacritiques ajoutés à la consonne ; si aucun diacritique n’est ajouté, la voyelle inhérente, un « a » bref, est sous-entendue.

Les écritures brahmiques, aussi appelées écritures indiennes, sont une famille de systèmes d’écriture dérivées de l’écriture brahmi et utilisées principalement en Asie du Sud et en Asie du Sud-Est, ainsi que dans certaines parties de l’Asie centrale et de l’Est. Elles sont utilisées pour écrire plusieurs langues indo-européennes, dravidiennes, tibéto-birmanes, mongoles, austroasiatiques, austronésiennes, turciques et tai.

## Histoire
Le plus récent ancêtre commun des écritures brahmiques est la brahmi, un système d’écriture du IIIe siècle av. J.-C. utilisé par le roi Ashoka pour écrire ses édits. Les hypothèses sur les origines de ce système d’écriture sont nombreuses : une évolution naturelle de l'alphabet araméen importée par les Achéménides perses, inventé par Ashoka lui-même en s'inspirant de cet alphabet (comme Sejong le Grand créa le hangeul), ou encore une évolution de l'écriture de l'Indus. La théorie dominante en 2025 est cependant celle d'une évolution naturelle de l'alphabet araméen impérial, certains chercheurs y ajoutant des emprunts de caracères grecs ou phéniciens. 
L'alphabet resta standardisé par le faible nombre de scribes jusqu'au Ier siècle, où l'arrivée des Satrapes du Nord (en) rebattit les cartes en introduisant une écriture à l'encre. Cette nouvelle méthode, par rapport à la gravure qui caractérisait cette écriture dans les siècles précédents, permit une évolution rapide. Dès le IVe siècle, l'Inde n'utilisait plus un script unifié, mais était partagée entre l'écriture gupta au Nord et les écritures pallava, vatteluttu, singhalaise et kadamba (en).
Aujourd'hui, les écritures brahmiques incluent la Devanagari, l'alphasyllabaire gujarati, le Gurmukhi, l'alphasyllabaire bengali, l’alphasyllabaire tibétain, l'alphasyllabaire lao et le thaï, l'écriture balinaise et l'écriture javanaise, parmi bien d’autres.

## Caractéristiques
Tous les descendants de la Brahmi sont, comme celle-ci, des alphasyllabaires. Ils se distinguent d’alphabets classiques par leur composition en unités consonne-voyelles, la consonne servant de base à la graphie et la voyelle étant traitée comme un diacritique. La plupart de ces systèmes utilisent aussi une voyelle inhérente, prononcée lorsque seule la consonne de base est notée, souvent un schwa, mais cette voyelle a été affectée par des changements sonores et varie suivant les langues. L'absence de voyelle dans un groupe est marquée par un diacritique spécial nommé virāma, permettant la présence d'un groupe consonantique. Les syllabes sans consonne sont marquées soit par une forme isolée de la voyelle, soit par une consonne nulle, à laquelle le diacritique correspondant à la voyelle s'ajoute.
Leur ordre alphabétique commence par les voyelles et progresse respectivement à travers les vélaires, palatales, rétroflexes, dentales, bilabiales, puis continue par les spirantes, les sibilantes. Chaque groupe de consonnes comporte quatre occlusives (une pour chaque combinaison de voisement et d’aspiration) et la consonne nasale associée.